# Безкраен купон
„Безкраен купон“ (на английски: Life of the Party) е американска комедия от 2018 година на режисьора Бен Фалконе, по сценарий на Фалконе и Мелиса Маккарти. Във филма участват Мелиса Маккарти, Джилиън Джейкъбс, Адрия Арджона, Мая Рудолф, Джули Боуен, Мат Уолш, Моли Гордън, Стивън Рут и Джаки Уийвър.
Продуциран от On the Day Productions и New Line Cinema, филмът е пуснат на 11 май 2018 г. от Warner Bros. Pictures. Получи смесени отзиви от критиците и спечели $65 милиона.
В България филмът е излъчен на 2 март 2021 г. по bTV Cinema с български войсоувър дублаж, направен в студио VMS. Екипът се състои от:
| Озвучаващи артисти  | Елисавета Господинова София Джамджиева Станислав Димитров Мартин Герасков Елена Русалиева |
| Преводач            | Антония Халачева                                                                          |
| Тонрежисьор         | Сибин Златарев                                                                            |
| Режисьор на дублажа | Веселина Стоилова                                                                         |